# ترکیبات آلی تیتانیوم

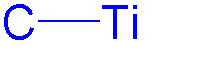
ترکیبات آلی تیتانیوم

ترکیبات آلی تیتانیوم یا ترکیبات اورگانوتیتانیوم(به انگلیسی: Organotitanium compound) دسته ای از ترکیبات آلی فلزی هستند که در آن اتم های کربن با تیتانیوم پیوند شیمیایی برقرار کرده‌اند.